# Gabriel Sanches
Gabriel Corrêa Sanches Faria (Brasília, 1º de maio de 1988) é um ator, cantor e produtor brasileiro. Conhecido por seu trabalho em teatro, televisão e cinema. Fez grande sucesso como a personagem drag queen Rúbia/Flávio na telenovela Pega Pega da TV Globo. Também é conhecido por interpretar Sara BemDeu, drag queen cantora ao lado de Nina Bellohombre, juntas a dupla constitui a banda Sara e Nina.

## Biografia
Gabriel nasceu em Brasília, filho dos mineiros Eduardo Sanches, administrador de empresas, e Maristela Corrêa, psicóloga especializada em luto. Seus irmãos são Dudu e Nathalia Sanches, arquiteta e cantora. Tem ascendência italiana pelo lado paterno e por isso possui dupla cidadania brasileira e italiana. Passou boa parte da infância na fazenda onde sua mãe gerenciava um restaurante de comida mineira e o pai trabalhava com cavalos. Desde muito novo tinha o sonho de ser ator e junto com o primo diziam que seriam uma dupla de atores cantores. Fazia teatro no quintal da casa da avó e vendia ingresso para os vizinhos da rua que sempre prestigiavam lotando o quintal. Até os 10 anos viveu com os pais e irmãos de favor na casa da avó paterna, pois Eduardo e Maristela iniciaram a vida conjugal novos logo na primeira gravidez de Maristela aos 17 anos, assim abandonando os estudos para cuidar da família. Anos mais tarde os pais voltaram a estudar e sempre incentivaram os filhos. Gabriel se mudou para o Rio de Janeiro também muito novo, aos 17 anos, logo após o falecimentos de seu irmão mais velho. Dudu era deficiente físico, estudante de História e poeta. Faleceu em decorrência de uma infecção generalizada após a comemoração do primeiro vestibular de Gabriel para Comunicação social. Com isso, Sanches decidiu seguir seu sonho, se mudar de cidade e estudar Teatro na Casa das Artes de Laranjeiras, CAL. Formou-se também em Letras-Literaturas pela Universidade Federal do Rio de Janeiro.

## Carreira
Logo que chegou no Rio de Janeiro em 2006, Gabriel Sanches, ainda em seu primeiro período de estudos na CAL, foi convidado a participar da peça de formatura de uma turma em conclusão de curso, era As Alegres Comadres de Windsor, de William Shakespeare, dirigida por Stella Miranda. Em 2008, enquanto participava da montagem de sua formatura com O Castelo, adaptada da obra de Franz Kafka e dirigida pela atriz e diretora italiana Silvia Pasello, foi convidado a participar da Oficina de Atores da Rede Globo junto com Bianca Bin, Humberto Carrão, Rainer Cadete e Christiana Ubach. Em 2010 estreou na televisão com seu primeiro protagonista, Edu, no seriado Gente Lesa, do canal GNT. Entre os anos de 2011 e 2012, mudou-se para Londres com uma bolsa de iniciação científica para estudar no King’s College London, onde cursou Film Studies. Na Europa, participou do Summer Intensive Program do Workcenter of Jerzy Grotowski and Thomas Richards. De volta ao Brasil, retomou os trabalhos como ator participando do projeto Porto de Memórias com espetáculos de rua contando a história da cidade do Rio de Janeiro tendo de cenário os locais históricos dos fatos encenados. Em 2016, iniciou o projeto Sara e Nina junto com o ator Alessandro Brandão, estreando o espetáculo musical Minhas Mulheres Tristes. Este projeto segue até a atualidade e Sara e Nina investem em carreira musical autoral com o disco Céu de Framboesa a ser lançado em 2021. Em 2015, integrou o elenco da trupe de atores que faz a visita guiada da Academia Brasileira de Letras. Fez parte do elenco de Berenice Procura, filme adaptado da obra de Garcia-Roza e dirigido por Allan Fiterman. Atuou em Rogéria, senhor Astolfo Barroso Pinto como a própria Rogéria na fase jovem. Em 2017, obteve destaque como a personagem Rúbia/Flávio na novela Pega Pega, da TV Globo. Em 2018, fundou o Emergências Coletivo junto com as atrizes Miwa Yanagizawa, Juliana Lohmann e Liliane Rovaris. Em 2019, tornou-se também produtor teatral com a montagem de Uma Intervenção, texto traduzido do original An Intervention, de Mike Bartlett, peça na qual também foi protagonista.

## Teatro
| Ano     | Título                         | Personagem         | Notas |
| ------- | ------------------------------ | ------------------ | --- |
| 2006    | As Alegres Comadres de Windsor | Robin              | |
| 2008    | Resta Pouco a Dizer            | Homem no Cubo      | Ciclo de peças curtas de Beckett, dirigida por Adriano e Fernando Guimarães. Teve lugar no Teatro Oi futuro, na cidade do Rio de janeiro. Performance Respiração com participação de Vera Holtz |
| 2008    | O Castelo                      | Barnabás           | Teve Lugar na Hebraica, na cidade do Rio de Janeiro. |
| 2014–15 | Porto de Memórias              | Vários personagens | Projeto consistia em apresentações de vários espetáculos de rua na Zona Portuária do Rio de Janeiro                                                                                             |
| 2015    | Flores de Outrora              | Lírio              | Peça apresentada durante o Festival das Flores, de Vassouras |
| 2019    | Uma Intervenção                | A                  | |

## Música
| Ano     | Título                    | Notas                                                                                             | Ref.   |
| ------- | ------------------------- | ------------------------------------------------------------------------------------------------- | ------ |
| 2016–17 | Minhas Mulheres Tristes   | Show fez turnê pelo Rio de Janeiro e Brasília                                                     | [ 12 ] |
| 2017    | TransBrasília             | Abertura do Festival MarcoZero, em Brasília. Performance apresentada dentro do Congresso Nacional | [ 13 ] |
| 2017    | Músicas para Não Censurar | Show de encerramento do Festu - Festival de Teatro Universitário                                  | [ 14 ] |
| 2017    | Em Trânsito               | Show apresentado no Teatro Sérgio Porto, no Rio de Janeiro                                        | [ 15 ] |
| 2019    | Atenta                    | Temporada no Manouche, Rio de Janeiro                                                             | [ 16 ] |

## Televisão
| Ano  | Título                    | Personagem        | Notas                     |
| ---- | ------------------------- | ----------------- | ------------------------- |
| 2009 | Gente Lesa                | Edu               | Série do canal GNT        |
| 2009 | Caras & Bocas             | Primo de Benjamin | Participação especial     |
| 2010 | Malhação ID               | Garoto            | Participação especial     |
| 2013 | Salve Jorge               | Traficado         | Participação especial     |
| 2017 | Pega Pega                 | Rúbia/Flávio      |                           |
| 2019 | A Dona do Pedaço          | Cabeleleiro       | Participação especial     |
| 2021 | Quanto Mais Vida, Melhor! | Roberto           |                           |
| 2024 | No Rancho Fundo           | Sara              | Episódio: "23 de outubro" |
| 2025 | Dona de Mim               | Breno             |                           |

## Cinema
| Ano  | Título                                 | Personagem    | Notas          | Ref.   |
| ---- | -------------------------------------- | ------------- | -------------- | ------ |
| 2010 | Angorá                                 | Bruno         | Curta-metragem | [ 1 ]  |
| 2016 | Berenice Procura                       | Lola          |                | [ 17 ] |
| 2018 | Rogéria - senhor Astolfo Barroso Pinto | Rogéria jovem |                | [ 18 ] |

## Prêmios e indicações
| Ano  | Prêmio                | Categoria               | Indicação | Resultado | Ref.   |
| ---- | --------------------- | ----------------------- | --------- | --------- | ------ |
| 2018 | Prêmio Notícias da TV | Melhor Ator (Revelação) | Pega Pega | Venceu    | [ 19 ] |
| 2018 | Prêmio Extra          | Revelação masculina     | Pega Pega | Indicado  | [ 20 ] |